# Крутий Яр (Покровський район)
Крути́й Яр — село Гродівської селищної громади Покровського району Донецької області, Україна. У селі мешкає 107 людей.

## Загальні відомості
Відстань до райцентру становить близько 16 км і проходить автошляхом місцевого значення.
Поруч із селом розташована шахта 1/3 «Новогродівська».
Землі села межують із територією м. Новогродівка Новогродівської міської ради Донецької області.

## Населення
За даними перепису 2001 року населення села становило 107 осіб, із них 75,7 % зазначили рідною мову українську та 24,3 % — російську.